# بيفل تشيرنيشوف
بيفل تشيرنيشوف هو لاعب كرة قدم بيلاروسي في مركز الوسط، ولد في 12 يوليو 1995 في غوميل في بيلاروس. شارك مع منتخب بيلاروسيا تحت 21 سنة لكرة القدم. أما مع النوادي، فقد لعب مع نادي غوميل.

## وصلات خارجية
- بيفل تشيرنيشوف على موقع قاعدة بيانات كرة القدم.إي يو (الإنجليزية)
- بيفل تشيرنيشوف على موقع Soccerway.com (الإنجليزية)